# Widmo (film 1955)
Widmo (fr. Les Diaboliques) – francuski film czarno-biały z 1955 roku. Dreszczowiec psychologiczny wyreżyserowany został przez Henriego-Georges’a Clouzota. W 1996 roku powstał amerykański remake filmu, Diabolique.
Zdjęcia kręcono w Paryżu oraz na terenie departamentów Yvelines (L'Étang-la-Ville, Montfort-l'Amaury) i Deux-Sèvres (Niort).

## Fabuła
Michel Delassalle to dyrektor podrzędnej szkoły z internatem. Jest podłym tyranem i dla żony, i dla kochanki. Kobiety wspólnie postanawiają go zamordować i topią go w wannie na wsi, oddalonej od szkoły o kilkaset kilometrów, po wcześniejszym podaniu środków uspokajających. Potem wrzucają ciało do zaniedbanego szkolnego basenu, co ma wyglądać na wypadek. Jednak zamiast Michela policja znajduje inne zwłoki, Michel zaczyna pojawiać się w różnych miejscach i wydaje się, że celem intrygi jest nerwowe wyniszczenie jego żony. Ta rzeczywiście umiera, potem jednak znów ktoś ją widzi, a widz pozostaje w niepewności nawet po końcowych napisach.

## Obsada
- Simone Signoret – Nicole Horner
- Véra Clouzot – Christina Delassalle
- Paul Meurisse – Michel Delassalle
- Charles Vanel – Alfred Fichet
- Jean Brochard – Plantiveau